# Masacre de Fez
La  Masacre de Fez, en 1033, fue una matanza de judíos a manos del jefe bebereber Tamin, de la tribu zenata.
Tras la caída de la dinastía idrisí, la ciudad de Fez (Marruecos) se la disputaron durante 50 años las tribus Zenata, los Maghrawa y los Beni Ifren. Las hombres del emir Abu Kamel Tamim mataron a más de seis mil judíos, se apropiaron de sus bienes y esclavizaron a las mujeres. La matanza tuvo lugar en el año 424 de la héjira, mes de Yumada al-Thania (mayo-junio de 1033 en el calendario occidental). Los estudiosos actuales consideran que aquellos hechos pueden considerarse semejantes a un "pogromo". Casualmente en 1912 hubo otro pogromo en Fez.
En algún momento entre 1038 y 1040, la tribu maghrawa reconquistó Fez y Tamim tuvo que huir hacia Salé.